# Уилан, Ронни
Ро́налд Э́ндрю Уи́лан (Велан, англ. Ronald Andrew Whelan; 25 сентября 1961, Дублин, Ирландия) — ирландский футболист, полузащитник, известный по выступлениям за «Ливерпуль» и сборную Ирландии. Участник Чемпионатов мира 1990 и 1994, а также Чемпионата Европы 1988 годов. Обладатель Кубка чемпионов 1983/1984 в составе «Ливерпуля».
Отец Уилана, также профессиональный футболист, известный по выступлениям за «Сент-Патрикс Атлетик». Младший брат Пол тоже играл в футбол в Ирландской премьер лиге.

## Клубная карьера
Ронни начал карьеру в местном «Хоум Фарм», где он дебютировал в ирландской Премьер-лиге в возрасте 16 лет. В 1979 году он перешёл в английский «Ливерпуль». 19 сентября Уилан дебютировал в Первом дивизионе Футбольной лиги, в возрасте 18 лет. 3 апреля 1981 года в матче против «Сток Сити» он забил свой первый гол за «красных». В своём первом сезоне Ронни стал чемпионом Англии и затем ещё пять раз выигрывал Первый дивизион. В сезоне 1982/1983 он заменил покинувшего клуб Рэя Кеннеди и взял себе его «5» номер. Ронни помог «Ливерпулю» выиграть Кубок лиги, забив два гола в финале против «Тоттенхэм Хотспур». В сезоне 1983/1984 Уилан выиграл с командой Кубок европейских чемпионов. С Ливерпулем Ронни выиграл множество трофеев, забил в общей сложности 73 мяча в 493 матчах во всех соревнованиях. Уилан - один из рекордсменов команды.
В 1994 году он перешёл в «Саутенд Юнайтед», где через два года закончил карьеру.
В 2017 году, Ронни Уилан заявил о своём недовольстве участием клуба Ливерпуль на рынке трансферов. Своё недовольство легендарный член клуба объяснил тем, что нет новичков, играющих в футбол на профессиональном уровне.

## Международная карьера
29 апреля 1981 года Уилан в матче против сборной Чехословакии дебютировал за сборную Ирландии. В 1988 году он был включён в заявку на участие в Чемпионате Европы. На турнире Ронни принял участие в матчах против сборных Англии, СССР и Нидерландов. В поединке против Советского Союза он забил гол.
В 1990 году Уилан поехал со сборной на Чемпионат мира в Италию. На турнире Ронни сыграл в матче против команды Нидерландов. В 1994 году он был включён в заявку национальной команды на участие в Чемпионате мира в США. Уилан сыграл во встрече против сборной Норвегии.

## Достижения
«Ливерпуль»
- Чемпион Англии (6): 1981/82, 1982/83, 1983/84, 1985/86, 1987/88, 1989/90
- Обладатель Кубка Англии (3): 1986, 1989, 1992
- Обладатель Суперкубка Англии: 1982, 1986, 1988, 1989, 1990
- Обладатель Кубка лиги (3): 1982, 1983, 1984
- Обладатель Кубка чемпионов: 1984